# Filipe de Crotone
Filipe ou Felipe, filho de Butacides (fl. 6º século a.C.) foi um cidadão de Crotone. Depois de ter casado com a filha de Telis, o rei do reino rival de Sibaris, e obrigando, como conseqüência disso a deixar seu país, ele navegou  então para Cirene; Ele foi o melhor homem do seu tempo, e um conquistador em Olímpia; em virtude de tais qualificações após a sua morte foi adorado como um herói.